# 假黑鳞耳蕨
假黑鳞耳蕨（学名：Polystichum pseudomakinoi）为鳞毛蕨科耳蕨属下的一个种。

## 扩展阅读
- 維基物種上的相關：假黑鳞耳蕨